# Tau
Tau /ˈtɔː, ˈtaʊ/ (hoa Τ, thường τ; tiếng Hy Lạp: ταυ [taf]) là chữ cái thứ 19 trong bảng chữ cái Hy Lạp. Trong hệ thống số Hy Lạp, nó có giá trị 300.
Tên bằng tiếng Anh được phát âm là / taʊ / or / tɔː /, nhưng trong tiếng Hy Lạp hiện đại nó là [taf]. Điều này là do cách phát âm của sự kết hợp của chữ cái Hy Lạp αυ đã thay đổi từ thời cổ đại sang hiện đại từ một trong [au] sang [av] hoặc [af], tùy thuộc vào những gì sau (xem bản đồ Hy Lạp).
Tau xuất phát từ chữ Phoenician của người Phoenician taw.svg (𐤕). Các chữ cái phát sinh từ tau bao gồm Roman T và Cyryl Te (Т, т).
Chữ này chiếm slot Unicode U + 03C4 (chữ thường) và U + 03A4 (chữ hoa). Trong HTML, chúng có thể được tạo ra với các thực thể được đặt tên (& tau; and & Tau;), các tham chiếu thập phân (τ và Τ), hoặc các tài liệu tham khảo thập lục phân (& # x3C4; và & # x3A4;).

## Sử dụng hiện đại
Chữ viết thường τ được dùng làm biểu tượng cho:
- Số thuế cụ thể
- TAU, tàu vũ trụ đề xuất

### Sinh học
- Giai đoạn biểu hiện của nhịp điệu ngủ chạy tự do của một con vật, tức là độ dài của chu kỳ hàng ngày của một con vật khi được giữ trong bóng tối liên tục hoặc tối tăm.
- Khoảng liều trong dược động học học
- Các biến cốt lõi trong lý thuyết chung tau
- Tau trong sinh hóa học, một protein gắn liền với các vi ống và liên quan đến các bệnh thoái hoá cơ tim như bệnh Alzheimer, một số dạng thoái hoá thùy sau trán và bệnh não mãn tính chấn thương mãn tính

### Toán học
- Hàm ước số trong lý thuyết số, cũng được biểu thị là  d  hoặc σ  0
- Tỷ lệ vàng (1.618...), mặc dù φ (phi) là phổ biến hơn.
- Kendall tau xếp hạng hệ số tương quan trong thống kê
- Ngừng thời gian theo quy trình ngẫu nhiên
- Tau, một hằng số vòng tròn được đề xuất bằng 2 π (6.28318...).
- Hàm số Tau trong lý thuyết số
- Torsion của một đường cong trong hình học vi phân

### Vật lý
- Thời gian thích hợp trong thuyết tương đối
- Lực căng thẳng trong cơ học liên tục
- Tuổi thọ của quá trình tự phát
- Tau, một hạt cơ bản trong vật lý hạt

Tau trong thiên văn học là thước đo của độ sâu quang học, hoặc bao nhiêu ánh sáng mặt trời không thấm qua bầu khí quyển
- Trong các khoa học vật lý, tau đôi khi được sử dụng như là biến thời gian, để tránh gây nhầm lẫn t như nhiệt độ
- Hằng số thời gian của bất kỳ thiết bị nào, như mạch RC
- Torque, lực quay trong cơ học
- Biểu tượng cho uống khúc trong địa lý thủy văn